# 월평북로
월평북로(Arirang-ro)는 대전광역시 서구 월평동 갑천중삼거리 에서 월평동를 잇는 도로이다.

## 주요 경유지
대전광역시
- 서구 (월평동)

## 노선
| 이름         | 접속 노선                          | 소재지 | 소재지 | 비고 |
| ------------ | ---------------------------------- | ------ | ------ | ---- |
| 갑천중삼거리 | 월평동로                           | 서구   | 월평동 |      |
| 한아름네거리 | 갈마역로                           | 서구   | 월평동 |      |
| 백합네거리   | 청사서로                           | 서구   | 월평동 |      |
| (이름없음)   | 국가지원지방도 제57호선 (대덕대로) | 서구   | 월평동 |      |

## 주요 건물 및 시설
- 대전남선중학교 (월평북로 41/월평동 220)
- 본죽 cafe 대전월평점 (월평북로 83/월평동 236)
- GS25 대전선사점 (월평북로 87/월평동 238)
- 파파존스 대전월평점 (월평북로 89/239)